# Équipe d'Ukraine de futsal FIFA
Maillots
L'équipe d'Ukraine de futsal est la sélection nationale représentant l'Ukraine dans les compétitions internationales de futsal. 

## Histoire
Lors de l'Euro 2022, l'Ukraine est placée dans le Groupe A. En s'imposant contre la Serbie (6-1) au Ziggo Dome d'Amsterdam, l'équipe se remet de sa défaite en ouverture contre les Pays-Bas (2-3). Avec cinq buts d’écart, l'Ukraine égale sa plus large victoire lors d'un Euro, établie en 2001 contre la Croatie 5-0 et la Pologne 8-3. Ce large succès permet de terminer second malgré la défaire lors du troisième match contre le Portugal (0-1). L'équipe d'Ukraine met ensuite fin à une série de cinq défaites consécutives en quarts de finale pour atteindre les premières demies depuis 2005.

## Palmarès

### Titres et trophées
Les Ukrainiens sont vice-champions d'Europe de futsal en 2001 et en 2003. L'Ukraine est aussi quatrième de la Coupe du monde de futsal en 1996.
L'Ukraine a toujours atteint les quarts de finale dans chaque tournoi depuis le passage du tournoi à huit équipes en 2010.

### Parcours dans les compétitions internationales

#### Coupe du monde FIFA
- 1989 - Non qualifiés
- 1992 - Non qualifiés
- 1996 - 4e place
- 2000 - Non qualifiés
- 2004 - 2e tour
- 2008 - 2e tour
- 2012 - Quart de finale
- 2016 - Huitièmes de finale
- 2021 - Non qualifiés
- 2024 - 3e place

#### Championnat d'Europe
- 1996 - 1er tour
- 1999 - Non qualifiés
- 2001 - Finaliste
- 2003 - Finaliste
- 2005 - 4e place
- 2007 - 1er tour
- 2010 - Quart de finale
- 2012 - Quart de finale
- 2014 - Quart de finale
- 2016 - Quart de finale
- 2018 - Quart de finale
- 2022 - 4e place